# فادي الشامي
فادي الشامي (9 أغسطس 1987 -)؛ ممثل سوري، وهو حفيد الفنانين يوسف شويري وأنطوانيت نجيب لكونه ابن ابنتهما الوحيدة. اشتهر بدور سمعو في مسلسل باب الحارة.

## أعماله

### من المسلسلات
- باب الحارة الجزء الأول والثالث والرابع والخامس والسادس والسابع والثامن والتاسع بدور «سمعو».
- خاتون الجزء الأول والثاني بدور «نادر».
- الحصرم الشامي الجزء الأول والثالث.
- مسلسل قلبي معكم.
- الخوالي.
- ليالي الصالحية.
- الدبور جزء 1.2
- صلاح الدين الأيوبي.
- مسلسل صقر قريش.
- مسلسل طوق الياسمين.
- بقعة ضوء.
- مسلسل أولاد القيمرية.
- أهل الراية.
- مسلسل دنيا اسعد سعيد 2015.
- الغربال الجزء الأول والثاني بدور خليل
- الزعيم
- سوق الحرير
- جميل وهناء

## وصلات خارجية
- فادي الشامي على موقع قاعدة بيانات الأفلام العربية

القناة الرسمية للفنان فادي الشامي على يوتيوب